# Bollstafjärden
Bollstafjärden er en vig af Ångermanälvens nedre del. Ved fjorden ligger byerne Bollstabruk og Väja-Dynäs.
Om vinteren holder isbrydere fjorden åben for trafik til SCAs savværk i Bollstabruk og papirfabrikken Mondi Packaging Dynäs AB i Dynäs.
Malmbergskajen tilhører Väja, selv om den såkaldte Väjafabrikken trods navnet ligger i Dynäs.
Ytterlännäs nye kirke er synlig i profil nord for fjorden.
62°59′20″N 17°42′20″Ø / 62.98889°N 17.70556°Ø